# Campionato argentino di rugby a 15 1995
Il Campionato argentino di rugby a 15 1995   è stato vinto dalla selezione di Cordoba che ha battuto in finale la selezione di Tucumàn.
Le 20 squadre iscritte (effettive solo 18) erano divise in tre livelli: "Campeonato", "Ascenso", "Clasificacion".
A causa della ristrutturazione prevista per il 1996 con riduzione delle squadre del livello maggiore da 8 a 6, le due vincenti dei gruppi di "Ascenso" hanno disputato un play-out per l'ammissione al livello superiore per l'anno successivo contro le terze dei due gironi del "Campeonato".

## Torneo "campeonato"
Le 8 squadre della prima divisione erano divise in due gironi di 4 squadre.
|               | TUC   | BA    | CUY   | MdP   |
| ------------- | ----- | ----- | ----- | ----- |
| Tucumàn       | ––––  | 21-20 | 33-18 | 60-34 |
| Buenos Aires  | 20-21 | ––––  | 31-25 | 42-10 |
| Cuyo          | 18-33 | 25-31 | ––––  | 58-16 |
| Mar del Plata | 34-60 | 10-42 | 16-58 | ––––  |

|  | Squadra       | G | V | N | P | P+  | P-  | diff. | Pt |
|  | ------------- | - | - | - | - | --- | --- | ----- | -- |
|  | Tucumàn       | 3 | 3 | 0 | 0 | 114 | 72  | 42    | 6  |
|  | Buenos Aires  | 3 | 2 | 0 | 1 | 93  | 56  | 37    | 4  |
|  | Cuyo          | 3 | 1 | 0 | 2 | 101 | 80  | 21    | 2  |
|  | Mar del Plata | 3 | 0 | 0 | 3 | 60  | 160 | -100  | 0  |

|          | 0     | 0     | 0     | 0     |
| -------- | ----- | ----- | ----- | ----- |
| Cordoba  | ––––  | 28-23 | 70-11 | 38-15 |
| Rosario  | 23-28 | ––––  | 61-29 | 40-37 |
| San Juan | 11-70 | 29-61 | ––––  | 18-9  |
| Noroeste | 15-38 | 37-40 | 9-18  | ––––  |

|  | Squadra  | G | V | N | P | P+  | P-  | diff. | Pt |
|  | -------- | - | - | - | - | --- | --- | ----- | -- |
|  | Cordoba  | 3 | 3 | 0 | 0 | 136 | 49  | 87    | 6  |
|  | Rosario  | 3 | 2 | 0 | 1 | 124 | 94  | 30    | 4  |
|  | San Juan | 3 | 1 | 0 | 2 | 58  | 140 | -82   | 2  |
|  | Noroeste | 3 | 0 | 0 | 3 | 61  | 96  | -35   | 0  |

| \| SEMIFINALI (10 novembre 1995) in grassetto le qualificate \| \| \| \| \| Cordoba \| - \| Buenos Aires \| 39-21 \| \| Rosario \| - \| Tucumàn \| 35-36 \| |   |              |       |
| SEMIFINALI (10 novembre 1995) in grassetto le qualificate                                                                                                   |   |              |       |
| Cordoba | - | Buenos Aires | 39-21 |
| Rosario | - | Tucumàn      | 35-36 |

| \| Finale 3-4posto (12 novembre 1995) \| \| \| \| \| Buenos Aires \| - \| Rosario \| 37-27 \| |   |         |       |
| Finale 3-4posto (12 novembre 1995)                                                            |   |         |       |
| Buenos Aires                                                                                  | - | Rosario | 37-27 |

| \| Finale 1-2 posto (12 novembre 1995) \| \| \| \| \| Cordoba \| - \| Tucumàn \| 28-24 \| |   |         |       |
| Finale 1-2 posto (12 novembre 1995)                                                       |   |         |       |
| Cordoba                                                                                   | - | Tucumàn | 28-24 |

## Play Out
Partecipano le terze dei due gironi del "Campeonato" e le vincitrici dei due gironi dell'"Ascenso". Le vincenti saranno ammesse al campionato 1996 nella zona "Campeonato" ridotta a sei squadre.
| \| (11 novembre 1995) in grassetto le qualificate \| \| \| \| \| Entre Rios \| - \| San Juan \| 16-18 \| \| Santa Fè \| - \| Cuyo \| 12-16 \| |   |          |       |
| (11 novembre 1995) in grassetto le qualificate                                                                                                |   |          |       |
| Entre Rios | - | San Juan | 16-18 |
| Santa Fè | - | Cuyo     | 12-16 |

## Zona "Ascenso"
|            | SFE   | SUR   | A-V   | CEN   |
| ---------- | ----- | ----- | ----- | ----- |
| Santa Fè   | ––––  | 14-13 | 53-20 | 68-18 |
| Sur        | 13-14 | ––––  | 16-13 | ?-?   |
| Alta Valle | 20-53 | 13-16 | ––––  | 73-25 |
| Centro     | 18-68 | ?-?   | 25-73 | ––––  |

|  | Squadra    | G | V | N | P | P+  | P-  | diff. | Pt |
|  | ---------- | - | - | - | - | --- | --- | ----- | -- |
|  | Santa Fè   | 3 | 3 | 0 | 0 | 135 | 51  | 84    | 6  |
|  | Sur        | 3 | 2 | 0 | 1 | 29  | 27  | 2     | 4  |
|  | Alta Valle | 3 | 1 | 0 | 2 | 106 | 94  | 12    | 2  |
|  | Centro     | 3 | 0 | 0 | 3 | 43  | 141 | -98   | 0  |

|            | E-R   | SAL   | STG   | MIS   |
| ---------- | ----- | ----- | ----- | ----- |
| Entre Rios | ––––  | 20-14 | 30-25 | 63-6  |
| Salta      | 14-20 | ––––  | 37-21 | 58-36 |
| Santiago   | 25-30 | 21-37 | ––––  | 74-14 |
| Misiones   | 6-63  | 36-58 | 14-74 | ––––  |

|  | Squadra    | G | V | N | P | P+  | P-  | diff. | Pt |
|  | ---------- | - | - | - | - | --- | --- | ----- | -- |
|  | Entre Rios | 3 | 3 | 0 | 0 | 113 | 45  | 68    | 6  |
|  | Salta      | 3 | 2 | 0 | 1 | 109 | 77  | 32    | 4  |
|  | Santiago   | 3 | 1 | 0 | 2 | 120 | 81  | 39    | 2  |
|  | Misiones   | 3 | 0 | 0 | 3 | 56  | 195 | -139  | 0  |

## Zona "Clasificacion"
| \| 9 settembre \| \| \| \| \| Austral \| - \| Chubut \| 13-20 \| |   |        |       |
| 9 settembre                                                      |   |        |       |
| Austral                                                          | - | Chubut | 13-20 |